# Jacob Spaans
Jacob Spaans (Enkhuizen, 9 juli 1912 – 27 december 1996) was een Nederlands politicus van de PvdA.
Hij werd geboren als zoon van Simon Spaans (1873-1945) en Geertje Blom (1875-1925). Toen hij vijf was verhuisde het gezin naar Assen omdat vader als doopsgezind predikant in zowel Assen als Stadskanaal beroepen was. Jacob Spaans deed in Assen gymnasium. In 1937 werd hij volontair bij de Zeeuwse gemeente Nisse waar hij later ambtenaar ter secretarie zou worden. In 1941 werd hij tijdelijk ambtenaar ter secretarie bij de gemeente Zierikzee. In 1943 ging hij als adjunct-commies werken bij de gemeente Amsterdam en in die periode trouwde hij met Anna Cornelia van Liere. Midden 1948 werd Spaans hoofd van de afdeling Huisvesting van de gemeente Alkmaar en vanaf december 1957 was hij de burgemeester van Rockanje. In december 1966 werd hij benoemd tot burgemeester van Goor wat hij tot zijn pensionering in augustus 1977 zou blijven. Spaans was ereburger van Rockanje en ridder in de orde van Oranje Nassau. Hij overleed eind 1996 op 84-jarige leeftijd. In 2017 werd mevrouw Spaans-van Liere 100 jaar terwijl ze verbleef in een bejaardentehuis dat ze in 1972 als echtgenote van de burgemeester geopend had.